# Androp music clips 2009-2012
『androp music clips 2009-2012』（アンドロップ ミュージッククリップス 2009-2012）は、日本のバンドandrop初のミュージッククリップ集。2013年5月22日発売。発売元はワーナーミュージック・ジャパン。

## 概要
2009年に発表された「Roots」から「End roll」までの全ての映像作品が収録されたミュージッククリップ集である。
リリースに先駆け、2013年4月にトレーラー映像とアートワークが公開され、同作品収録のミュージックビデオを手掛けた高橋ケントがトレーラー映像を担当、SEは内澤崇仁の書き下ろしによるものが使用された。ミュージッククリップ集に封入されているブックレットポスターは型抜き加工により「music clips 2009-2012」の文字を浮かび上がらせる仕掛けになっている。ミュージッククリップの他、巻末には「Bright Siren」や「Bell」を手掛けたクリエイティブディレクター川村真司によるメイキング映像が収録されており、制作の過程を垣間見ることができる。
先着の購入特典としてバンドのロゴマークをモチーフにしたクリップがチェーン別色違いで配布された。

## 収録映像
1. Roots
2. Tonbi
3. Colorful
4. MirrorDance
5. Puppet
6. Bright Siren
7. Bell
8. World.Words.Lights
9. Boohoo
10. End roll
11. making of...